# Sopot (Albania)
Sopot – wieś położona w północnej części Albanii w gminie Tropojë. Wieś znajduje się 118 kilometrów od stolicy państwa, Tirany.

## Demografia
Według spisu ludności z 1989 roku we wsi Sopot mieszkało 538 mieszkańców.